# 10204 Turing
10204 Turing este o planetă minoră (asteroid), cu un diametru de 4,395 km, din centura de asteroizi. A fost descoperită pe 1 august 1997 la Prescott Observatory⁠(d) de Paul G. Comba⁠(d) și a fost numită după Alan Turing. 
Obiectul prezintă o orbită caracterizată de o semiaxă mare de 2,8023487 UAi, o excentricitate de 0,08, o înclinație de 6,90748 ° în raport cu ecliptica.